# Blue Morning, Blue Day
Blue Morning, Blue Day il terzo e ultimo singolo estratto dall'album Double Vision dei Foreigner nel 1979. 
Il cantante Lou Gramm ha rivelato che la canzone tratta di un giovane musicista in stato di confusione. Il colore blu viene utilizzato come metafora della sua sofferenza. Il singolo ha raggiunto il 15º posto della Billboard Hot 100 negli Stati Uniti.
La canzone è presente come canzone scaricabile per il videogioco musicale Rock Band.

## Tracce
7" Single Atlantic W 11236
1. Blue Morning, Blue Day – 4:20
2. I Have Waited so Long – 4:04